# Barela decorata
Barela decorata är en insektsart som först beskrevs av Henry Fairfield Osborn 1928.  Barela decorata ingår i släktet Barela och familjen dvärgstritar. Inga underarter finns listade i Catalogue of Life.